# Messmer (hypnotiseur)
Pour les articles homonymes, voir Messmer.
Messmer, de son vrai nom Éric Normandin, né le 2 août 1971, est un artiste et un hypnotiseur québécois qui pratique l’hypnose sur scène depuis les années 1990.
En septembre 2007, la tournée de son premier spectacle débute, Messmer fascinateur à Montréal.
À l’été 2010, la série d’émissions Messmer : drôlement mystérieux, mettant en vedette l’hypnotiseur et plusieurs personnalités connues du grand public, voit le jour sur les ondes de TVA, un réseau francophone de télévision canadien. Il s'est produit également sur TF1 dans l’émission Stars sous hypnose présentée par Arthur, ainsi que partout en Europe lors de ses spectacles sur scène, depuis 2007.

## Biographie

### Enfance et débuts
À sept ans, Éric Normandin aurait reçu de son grand-père un livre de Jean Filiatre sur l'hypnotisme. Il prendra le pseudonyme de Messmer en 1995 pour rendre hommage à Franz-Anton Mesmer, fondateur de la théorie du magnétisme animal (ou mesmérisme).
À l’âge de 15 ans, il commence à faire des spectacles dans les arcades des villages près de chez lui pour finalement, en 1987-1988, présenter ses premières « représentations » sous une forme simple, dans le cadre de soirées privées.
Dans les années 1990, en plus de ses spectacles sur scène, Messmer développe et pratique l'hypnose thérapeutique en cabinet. C'est en 2000 qu'il cesse de pratiquer en clinique afin de se concentrer sur ses autres engagements, dont ses spectacles.

### Carrière
En 2007, il rejoint le Groupe Entourage, une société de production télé et de spectacle, et adopte le terme de « fascinateur ». En septembre de la même année commence la tournée de son premier spectacle, Messmer fascinateur à Montréal.
En janvier 2010, il présente son cabaret fantastique sur la scène du théâtre du Centre Bell devant plus de 6 000 spectateurs. Il participe également à l’émission Tout le monde en parle. À l’été 2010, voit le jour la série d’émissions Messmer : drôlement mystérieux, mettant en vedette l’hypnotiseur et plusieurs personnalités connues du grand public sur les ondes du réseau de télévision québécois TVA.
Le 8 juin 2011, les téléspectateurs français le découvrent lors de son apparition à l'émission le Grand Journal sur la chaine Canal+. Il hypnotise alors une jeune fille du public et lui « fait oublier le chiffre 7 », puis il hypnotise Charlotte Le Bon et la fait rire et pleurer. Ce type d'hypnose est très connu et proposé dans de nombreux cours d'hypnose ; sur scène, elle a été pratiquée notamment par Frédéric Clément et David Mills.
Son spectacle est produit à l'Olympia de Paris en décembre 2013. Il annonce tenter de battre son propre record d'hypnose collective à la LDLC Arena de Lyon en février 2026.

## La «méthode» Messmer
Dans le cas de Messmer, une psychiatre spécialiste de l’hypnose, interrogée à ce sujet, indique qu'il ne s'agit pas, selon elle, de « pipeautage », mais de techniques réelles d'hypnose : « Catherine Bouchara, psychiatre et hypnothérapeute, n'a aucun doute sur la véracité de ce type de spectacle ». Sa technique, quand il est dans une salle de spectacle face un public inconnu, consiste principalement à sélectionner scrupuleusement les personnes sur lesquelles il pratiquera l'hypnose.
Il commence par demander aux spectateurs de serrer leurs mains, les index collés l'un contre l'autre (pratique datant de 1975 empruntée à Erich Lancaster, hypnotiseur et hypnothérapeute franco-canadien). Puis il annonce que les mains sont irrémédiablement collées et demande aux spectateurs d'essayer de les décoller. Sur une salle de plusieurs centaines de personnes, moins d'une centaine restent les index collés. Ensuite, Messmer teste individuellement ces dernières et, selon des critères qui lui sont propres, il n'en sélectionne qu'une vingtaine. C'est cette dernière sélection qui monte sur scène pour l'hypnose. Seuls les quelques éléments les plus réceptifs (moins de cinq) feront les tours les plus sensationnels. En effet, selon des tests menés au laboratoire d’hypnose de Concordia, seuls 15 % des gens ont une faible capacité hypnotique.
La presse signale cependant parfois des taux de « fascination très variables ». Ainsi, en 2012 au Centre Bell à Montréal, Messmer aurait fasciné 422 personnes sur un total de plus de 6 000 spectateurs[réf. nécessaire]. Le journal Le Figaro a fait un test dans son équipe : six personnes sur douze « volontaires » ont été hypnotisées. En 2012, après un test sur huit journalistes du journal Le Monde, aucun n'est réceptif. Messmer explique : « Il y a un esprit d'analyse et de critique très présent parmi vous, il faudrait plus de temps ».
On peut être plus dubitatif, lors des émissions de télévision où, sur les vedettes par exemple, 100 % d'entre elles semblent être hypnotisables par Messmer. Il existe alors plusieurs hypothèses :
1. Le fait d'« être une vedette » est peut-être lié à un état émotionnel ou émotif surdimensionné. Ce qui les rendrait beaucoup plus aisément hypnotisables par Messmer ;
2. Avant l'émission, ou pendant l’enregistrement d'une émission en différé, Messmer fait le tri entre les vedettes réceptives et les autres. Ainsi, dans les six émissions spéciales Messmer : drôlement mystérieux, la trentaine de personnalités du petit écran qui sont hypnotisées sont sélectionnées lors de castings où l’hypnotiseur teste leur réceptivité[14] ;
3. Certaines vedettes en rajouteraient pour « faire de l'audience tout en faisant parler d'elles ». En effet, si elles se montrent non réceptives pendant l'enregistrement, elles peuvent disparaître au montage de l'émission. Inversement, celles qui ont fait les choses les plus étonnantes pendant leur hypnose ont droit à une très large audience. Les « meilleures hypnoses de vedettes » sont systématiquement reprises dans d'autres émissions à très large audience, comme dans Le Zapping par exemple ;
4. Erich Lancaster, ancienne vedette du petit écran dans les années 80-90 (notamment sur TF1) devenu hypnothérapeute, nous explique sa version : selon lui, l'état d'hypnose ne serait pas une mascarade, les émotions et l'affectif sous hypnose seraient souvent vécus selon une hypersensibilité liée à notre instinct de survie. La sensibilité à l'hypnose, contrairement aux idées reçues et d'après des études statistiques, est plus facile à obtenir en groupe qu'individuellement, par exemple en cabinet. La vision d'une autre personne sous hypnose, notamment si c'est un proche, produit un effet dit « suggestif », au même titre que le bâillement communicatif. Une personne « non réceptive » individuellement peut le devenir sous l'influence du groupe. Selon l'hypnothérapeute, il est dommage que la télévision soit plus attachée à l'audimat qu'à une véritable information sur ces questions.

Dans un entretien en 2013 avec le journal Le Dauphiné libéré, Messmer déclare : 

« Les ouvrages n’ont plus grand-chose à m’apprendre. Il y a l’hypnose, la sophrologie… J’utilise plusieurs techniques à la fois : le toucher, la parole, la force magnétique. Tout ceci est prouvé scientifiquement. Les spécialistes parlent d’un ensemble de paramètres, qui vont de la réceptivité à la suggestion, en passant par la scénographie. C’est garanti sans trucages. »

## Spectacles
- 2007 à 2012 : Messmer fascinateur (467 représentations)
- 2012 à 2018 : Messmer le fascinateur
- 2012 à 2018 : Intemporel
- 2018 à 2024 : Hypersensoriel
- Depuis 2024 : 13Hz

## Télévision

### Canada
- 2009 : Messmer : fascinateur (TVA)
- 2010-2012 : Messmer : drôlement mystérieux (TVA)
- 2012 : Messmer : drôlement mystérieux spécial Paris (TVA)
- 2015 : Messmer fascine les stars (TVA)
- 2015 : Les Hyp-Gags de Messmer (TVA)
- 2017 : Lâchés lousses (TVA)
- 2017 : L'expérience Messmer (TVA)
- 2018 : Lâchés lousses (TVA)

### France
- 2011 : Messmer : plus qu'un hypnotiseur (M6)
- 2014-2019 : Stars sous hypnose sur TF1
- 2023 : Messmer, le record du monde sur TF1 : coanimation avec Arthur
- 2023 : Messmer, 10 ans d'hypnose sur TF1 : coanimation avec Karima Charni

## Distinctions et récompenses

### Récompenses
- 2012 : prix du Spectacle le plus populaire pour Fascinateur, Gala les Olivier.

### Nominations
- Gala des prix Gémeaux :
  - 2008 : nomination aux prix Jeu et performance et Spectacle d'humour de l'année pour Fascinateur.
  - 2011 : nomination aux prix Meilleur spécial humoristique et Prix Gémeaux du public pour Messmer : drôlement mystérieux.
- Gala les Oliviers :
  - 2013 : nomination au prix Spectacle le plus populaire pour Fascinateur.